# 2014 QF433
2014 QF433, também escrito como 2014 QF433, é um objeto transnetuniano que está localizado no Cinturão de Kuiper, uma região do Sistema Solar. Este corpo celeste é classificado como um cubewano. Ele possui uma magnitude absoluta de 6,0 e tem um diâmetro estimado com 278 quilômetros.

## Descoberta
2014 QF433 foi descoberto no dia 25 de agosto de 2014 pelo Pan-STARRS 1.

## Órbita
A órbita de 2014 QF433 tem uma excentricidade de 0,135 e possui um semieixo maior de 46,132 UA. O seu periélio leva o mesmo a uma distância de 39,895 UA em relação ao Sol e seu afélio a 52,370 UA.